# Asthenargus carpaticus
Espèce
Asthenargus carpaticus est une espèce d'araignées aranéomorphes de la famille des Linyphiidae.

## Distribution
Cette espèce est endémique de Roumanie. Elle se rencontre dans les monts Făgăraș.

## Description
La femelle holotype mesure 1,7 mm.

## Étymologie
Son nom d'espèce lui a été donné en référence au lieu de sa découverte, les Carpates.

## Publication originale
- Weiss, 1998 : Asthenargus carpaticus spec. nova aus dem Fogarascher Gebirge, Rumänien (Araneae, Linyphiidae). Linzer biologische Beiträge, vol. 30, p. 455-457 (texte intégral).